# Gerner G IIR
Gerner G IIR eller Ganzstahlflugzeuges G II R, var ett tvåsitsigt tyskt sportflygplan.
Efter att Flugzeugbau Max Gerner och Adler-Weke AG bildat bolaget Adler Flugzeugbau 1 januari 1934 inleddes en omkonstruktion av Gerners tidigare konstruktion G I. Flygplanet blev färdigt och utprovat i tid för att kunna delta i de tyska flygtävlingarna Deutschlandsflug i juni 1934 där bland annat piloten Herrmann-Otto och Josef Jacobs tävlade med flygplanstypen. När piloterna Willi Vollbracht och Wilhelm Koch omkom i samband med ett haveri 21 juni införde RLM ett flygförbud för typen samtidigt som en haveriutredning inleddes.
G IIR var i sin konstruktion ett ordinärt lätt dubbeldäckat flygplan. Den nedre vingparet var monterat i höjd med flygplanskroppens undersida, den övre vingen bars upp av fyra stycken stöttor från undervingen, ovanför flygplanskroppen fanns en baldakin som utgjorde den övre vingparets mittdel. I baldakinen fanns även bränsletanken som rymde 70 liter bensin. Vinghalvorna var fastsatta i en led som blivit patenterad och konstruerats av Max Gerner. Med hjälp av leden kunde vinghalvan vinklas bakåt mot stabilisatorn, detta medförde att flygplanet inte behövde så stort hangarutrymme.
På grund av vingkonstruktionen var det fasta hjullandstället förankrat i flygplanskroppen vilket medförde att bredden på stället blev litet. Efter att några haverier inträffade med flygplanstypen omkonstruerades flygplanet under sensommaren och hösten 1934, tidigt på våren 1935 presenterade Adler Flugzeugbau den modifierade modellen G IIRc, men flygplanet var vid nylanseringen redan föråldrat och endast 12 G IIRc tillverkades av Adler Flugzeugbau. Senare samma år beslutade sig Adler-Weke AG på grund av stora beställningar från tyska armén på pansarfordon att lämna flygindustrin. Det 13:e och sista flygplanet av modellen 12 G IIRc tillverkades av det återskapade bolaget Flugzeugbau Max Gerner. Totalt tillverkades troligen inklusive prototyper 51 flygplan varav 36 stycken under den tid företaget benämndes Adler Flugzeugbau.

## Varianter
- G R/Xa - med en Salmson Ad 9 stjärnmotor som senare byttes ut mot en BMW Xa.
- G Rb/Xa - ombyggd med ett inglasat förarkabinsutrymme.
- G IIR - med en Hirth HM 60 radmotor
- G IIRb - med en Hirth HM 60 eller HM 60R
- G IIRc - med en Hirth HM 60 eller HM 60R och stora förändringar i konstruktionen